# Sant Pere de la Donzell
Sant Pere de la Donzell és una capella romànica del municipi de la Baronia de Rialb (Noguera) inclosa en l'Inventari del Patrimoni Arquitectònic de Catalunya.

## Situació
Es troba al sector central ponentí del terme municipal, al nord-oest del Palau de Rialb, sota els camps de la Donzell. Està a un centenar de metres de la masia de cal Soler de Sant Cristòfol, enmig d'una clariana oberta en un bosquet d'alzines.
Al punt quilomètric 17,3 de la carretera C-1412b (de Ponts a Tremp)(42° 01′ 00″ N, 1° 09′ 29″ E / 42.016578°N,1.158063°E) es pren la pista forestal de la dreta, no senyalitzada. No es deixa la pista principal fins que, al cap de 950 metres(42° 01′ 06″ N, 1° 09′ 05″ E / 42.018419°N,1.151283°E), en un desviament, s'agafa la pista de la dreta que puja a la masia.

## Descripció

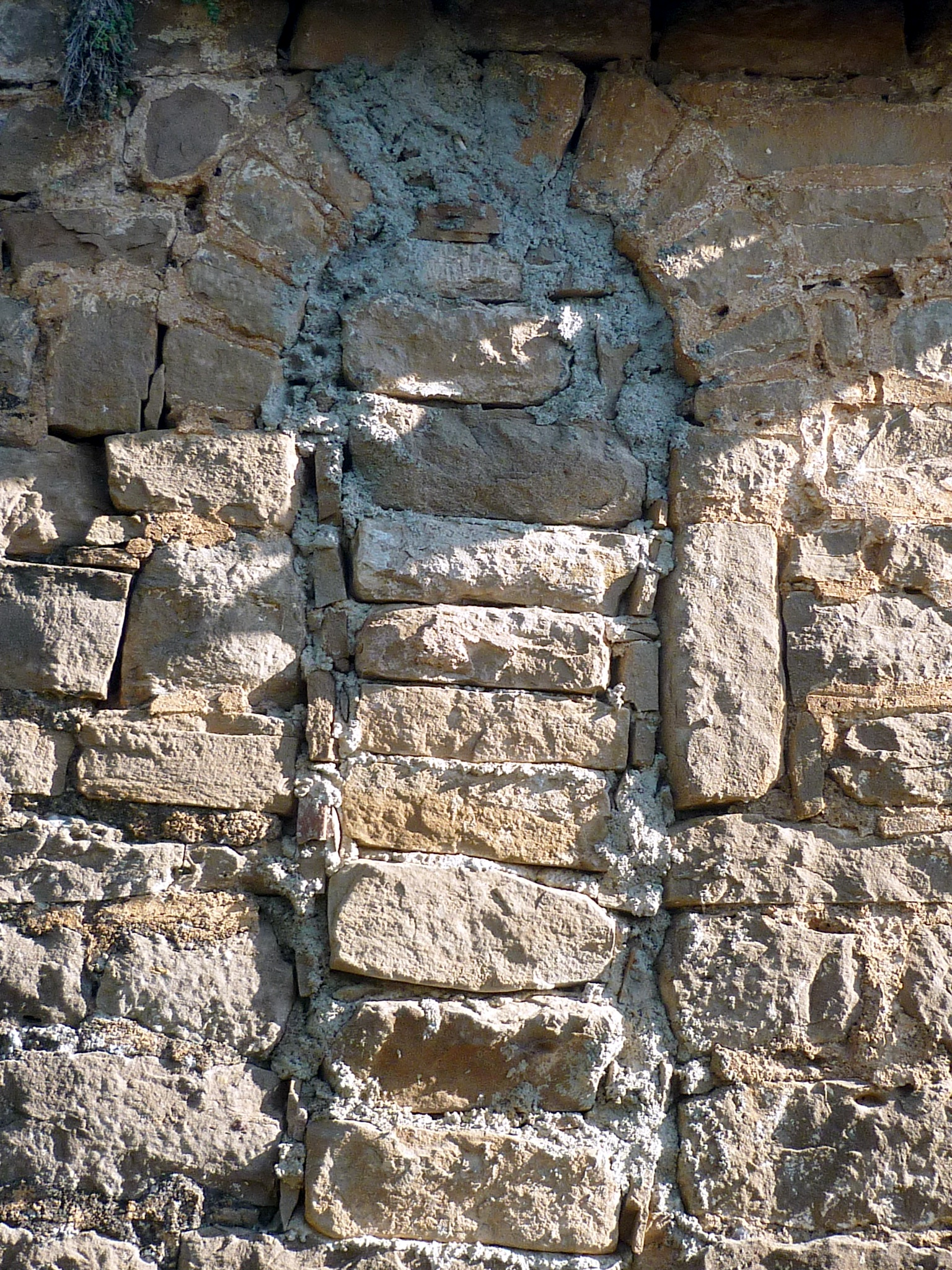
Finestra tapiada

És una capella romànica modificada i convertida en magatzem amb l'enderroc de l'absis semicircular. L'espai de l'arc triomfal ha estat substituït per una gran porta amb xapa metàl·lica. Al mur de migjorn es conserven tapiades la porta i finestra romànica amb arcs de mig punt. Encara es mantenen els forats de les bastides que van servir durant la construcció. La coberta construïda inicialment amb lloses de pedra sobre la volta de canó té teula àrab afegida a sobre. Resta una part de la petita espadanya construïda posteriorment.
La majoria de les esglésies romàniques de la Baronia de Rialb es van construir al segle xi.